# Àgrafa de Jesús
Els Àgrafa (en singular ἄγραφον agrafon, una paraula grega que significa "no escrit") són les dites de Jesús que no es troben als evangelis canònics. Per això se'n diuen "[paraules] no escrites", i ens han arribat a través de diverses fonts. En general qui les pronuncia no és Jesús ressuscitat, sinó Jesús mentre vivia entre els homes, abans de la seva passió i mort. Els trobem en variants escrites dels evangelis i altres llibres del Nou Testament, en els escrits dels Pares de l'Església, en autors cristians antics i en textos musulmans.
El terme Àgrafa va ser utilitzat per primera vegada per Johann Gottfried Körner, un teòleg alemany, estudiós de la Bíblia l'any 1776 a l'obra De sermonibus Christi agraphois. L'Evangeli de Joan diu de forma molt clara que els Evangelis no han conservat tot el que havia dit i fet Jesús en la seva vida mortal.
Es poden distingir dos tipus d'Àgrafa: el primer està integrat per textos que provenen de fonts apòcrifes, jueves i musulmanes. Tenen poc o cap valor històric però ofereixen dites curioses i pintoresques. El segon grup està format pels continguts de les variants del Nou Testament i aquells que transmet la tradició patrística, i ofereixen una certa garantia d'autenticitat. Les fonts jueves, la Mixnà o el Talmud, es preocupen poc de la persona de Jesús, i quan ho fan segueixen els evangelis canònics. Les fonts musulmanes són abundants, però sempre d'època molt tardana. La major part provenen d'obres de temàtica ascètica de l'edat mitjana (segles XI i XII), però alguns àgrafa són del segle vii. Això és un argument contra la seva autenticitat, però els ascetes musulmans van recórrer als evangelis canònics i apòcrifs per a incloure en els seus textos idees elevades espiritualment.
Dins del segon grup, els àgrafa que provenen del Nou Testament, a la majoria dels textos coneguts no se'ls hi pot atribuir gaire autenticitat. Els àgrafs són doncs poc fiables per descobrir la vida i l'opinió real de jesús, però recull una tradició que volia preservar tot allò que hagués pogut sortir de la seva boca.
Alguns reculls d'Àgrafa es troben a la Didakhé, a textos de Justí el Màrtir i Climent d'Alexandria, als Papirs d'Oxirrinc i a una addició tardana a l'Evangeli de Marc.
| «            | I tot sacrifici serà salat amb sal | » |
| — Marc 9, 49 |                                    |   |